# Flughafen Bengaluru

i8
i11
i13
Der Flughafen Bengaluru (englisch Bengaluru Airport, auch Kempegowda International Airport Bengaluru, IATA-Code: BLR, ICAO-Code: VOBL) ist der internationale Flughafen der südindischen Millionenstadt und Wirtschaftsmetropole Bengaluru (früher Bangalore) im Bundesstaat Karnataka. Er befindet sich beim Ort Devanahalli ca. 40 km nördlich vom Stadtzentrum und ca. 30 km vom Hauptbahnhof entfernt. Er ersetzt den alten HAL Bangalore International Airport. Derzeit wird eine direkte Metro-Verbindung vom Hauptbahnhof von Bengaluru zum Flughafen gebaut.

## Geschichte
Der Flughafen ist seit dem 23. Mai 2008 zunächst unter dem Namen Bengaluru International Airport in Betrieb. Er war ursprünglich für 3,5 Millionen Passagiere pro Jahr geplant und wurde später umgeplant, um ca. 12 Millionen Passagiere pro Jahr abfertigen zu können. Im Dezember 2013 wurde der Airport in Kempegowda International Airport Bengaluru umbenannt, um an den Gründer der Stadt (Kempe Gowda I.) zu erinnern.

## Flugverbindungen
Derzeit betreiben zahlreiche Fluggesellschaften mehrmals täglich stattfindende innerindische Flüge nach Delhi, Mumbai, Hyderabad, Kalkutta, Chennai, Goa, Kochi, Pune, Ahmedabad, Mangaluru etc.; internationale Ziele sind u. a. Hongkong, Singapur, Kuala Lumpur, Colombo, Malé, Dubai, Maskat, Sharjah, Doha, London, Paris sowie Frankfurt.

## Sonstiges
- Gemessen am Passagieraufkommen und an der Zahl der Flugbewegungen ist der Bengaluru Airport nach Delhi und Mumbai der drittgrößte Indiens.
- Der Flughafen verfügt über zwei ca. 4000 m lange und mit ILS ausgestattete Start- und Landebahnen.[4]
- Der Betreiber des Flughafens ist die Bengaluru International Airport Limited (BIAL).